# Darazac
Darazac ist eine französische Gemeinde mit 144 Einwohnern (Stand 1. Januar 2022) im Département Corrèze in der Region Nouvelle-Aquitaine.

## Geografie
Die Gemeinde liegt im Département Corrèze nahe der Grenze zum Département Cantal  in der Xaintrie. Die Gemeinde liegt 26 Kilometer südöstlich von Tulle. In einer Entfernung von jeweils rund 20 Kilometer befinden sich der Regionale Naturpark Millevaches en Limousin und der Regionale Naturpark Volcans-d’Auvergne. Das Gemeindegebiet wird vom Flüsschen Glane de Servières durchquert.
Nachbargemeinden von Darazac sind Bassignac-le-Haut im Norden, Auriac im Osten, Saint-Julien-aux-Bois im Südosten, Saint-Privat im Süden sowie Servières-le-Château im Westen.

## Wappen
Blasonierung: In Rot ein goldener Schrägbalken unter blauem Schildhaupt mit drei balkenweis gestellten goldenen fünfzackigen Sternen.

## Bevölkerungsentwicklung
| Jahr      | 1962 | 1968 | 1975 | 1982 | 1990 | 1999 | 2007 | 2016 |
| Einwohner | 253  | 270  | 246  | 182  | 149  | 140  | 158  | 136  |

Im 19. Jahrhundert hatte die Gemeinde zeitweise mehr als 1000 Einwohner.